# Automitrailleuse

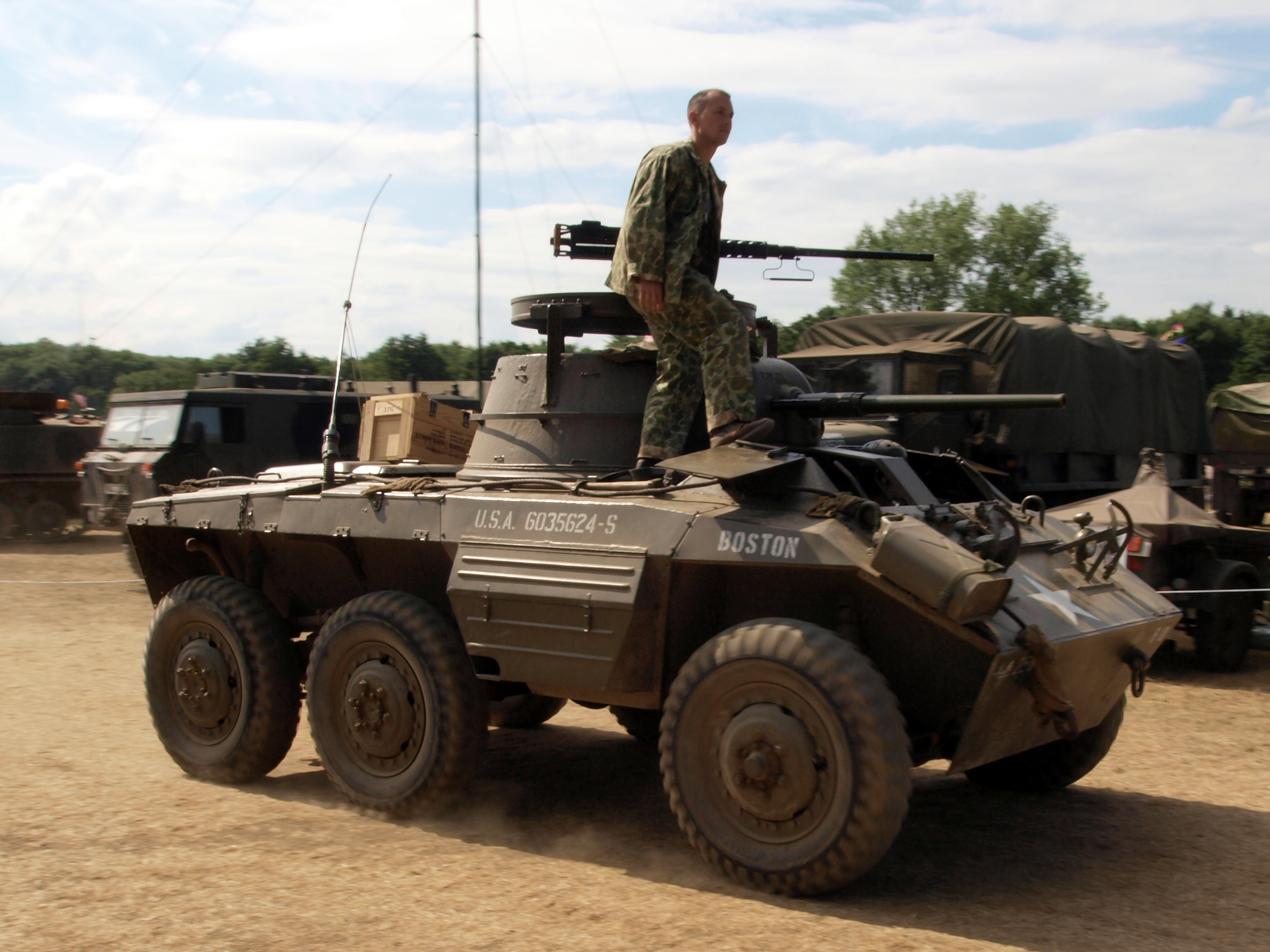
L'automitrailleuse M8 Greyhound.

Une automitrailleuse ou auto-mitrailleuse est un véhicule militaire armé et légèrement blindé doté de roues. Comme son nom ne l'indique pas, une automitrailleuse peut être équipée d'un canon ou d'un lance-missiles plutôt que d'une mitrailleuse comme armement principal. Par rapport à un véhicule chenillé comme un char d'assaut, un véhicule sur roues est généralement moins cher et plus rapide mais moins apte au tout-terrain.

## Description
À cause de leur armement léger, les automitrailleuses ne sont généralement pas destinées au combat direct mais à la reconnaissance, aux patrouilles, aux communications, au commandement… Elles sont également employées par la police ou pour le maintien de la paix en ville, grâce à une apparence moins menaçante que celle des chars d'assaut, une maniabilité et une taille plus adaptées à l'environnement urbain encombré et un roulement et un poids moins destructeurs pour la chaussée.
Les automitrailleuses sont apparues au début du XXe siècle quand plusieurs armées ont rajouté armes et blindages à des châssis de véhicules déjà existants, formant ainsi automitrailleuses, trains blindés, tracteurs blindés… Les premières automitrailleuses étaient faites en rajoutant des plaques de blindage à des voitures ou camions, ce qui constitue des véhicules de combat improvisés.

## Histoire
L'ingénieur britannique Frederick Richard Simms conçoit le premier prototype d'automitrailleuse sous la forme d'un quadricycle à moteur équipé d'une plaque de blindage frontale et d'une mitrailleuse Maxim. D'autres prototypes d'automobiles armées ont été inventés, mais n'ont jamais été utilisés sur le champ de bataille, car ils n'offraient pas de protection suffisante, étaient lents et bien trop vulnérables.

## Galerie

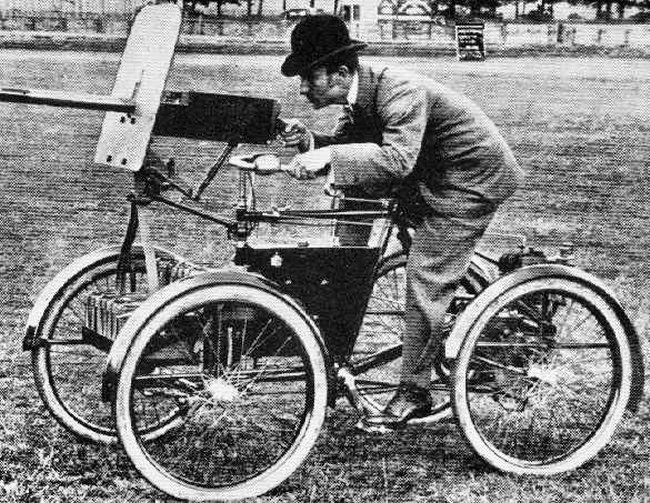
1898 Motor Scout prototype de Simms.
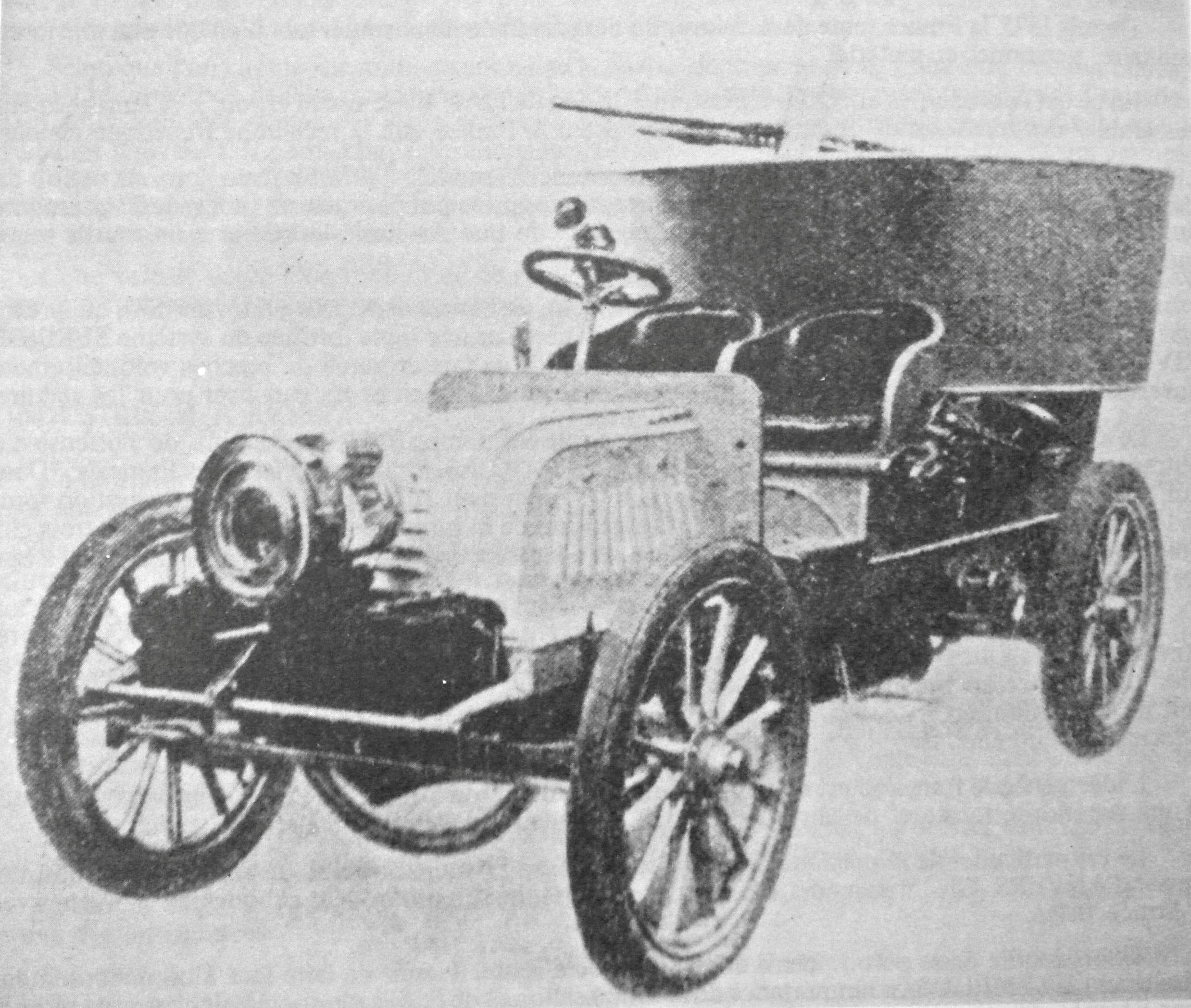
Automitrailleuse Charron modèle 1902
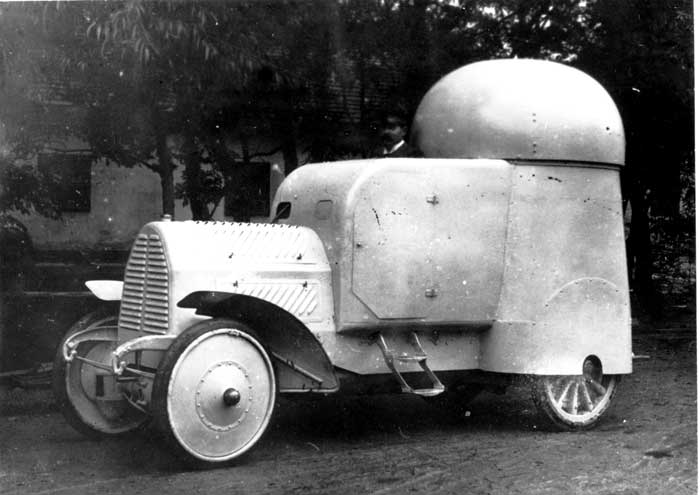
Une automitrailleuse de Austro-Daimler en 1904.
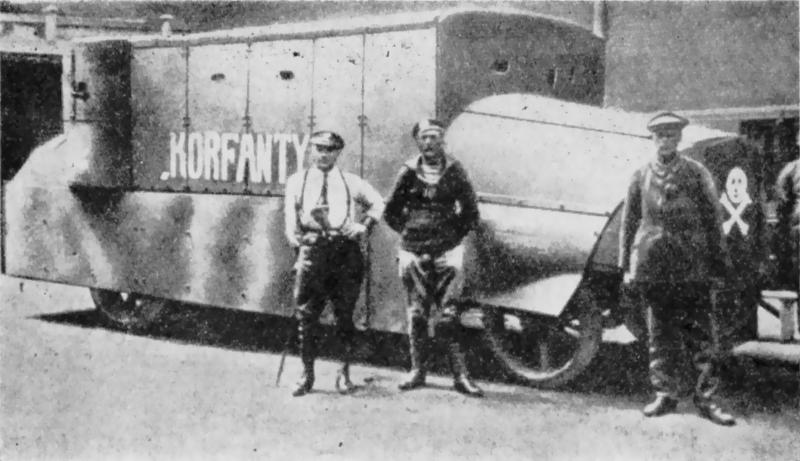
Une automitrailleuse polonaise Korfanty en 1921.
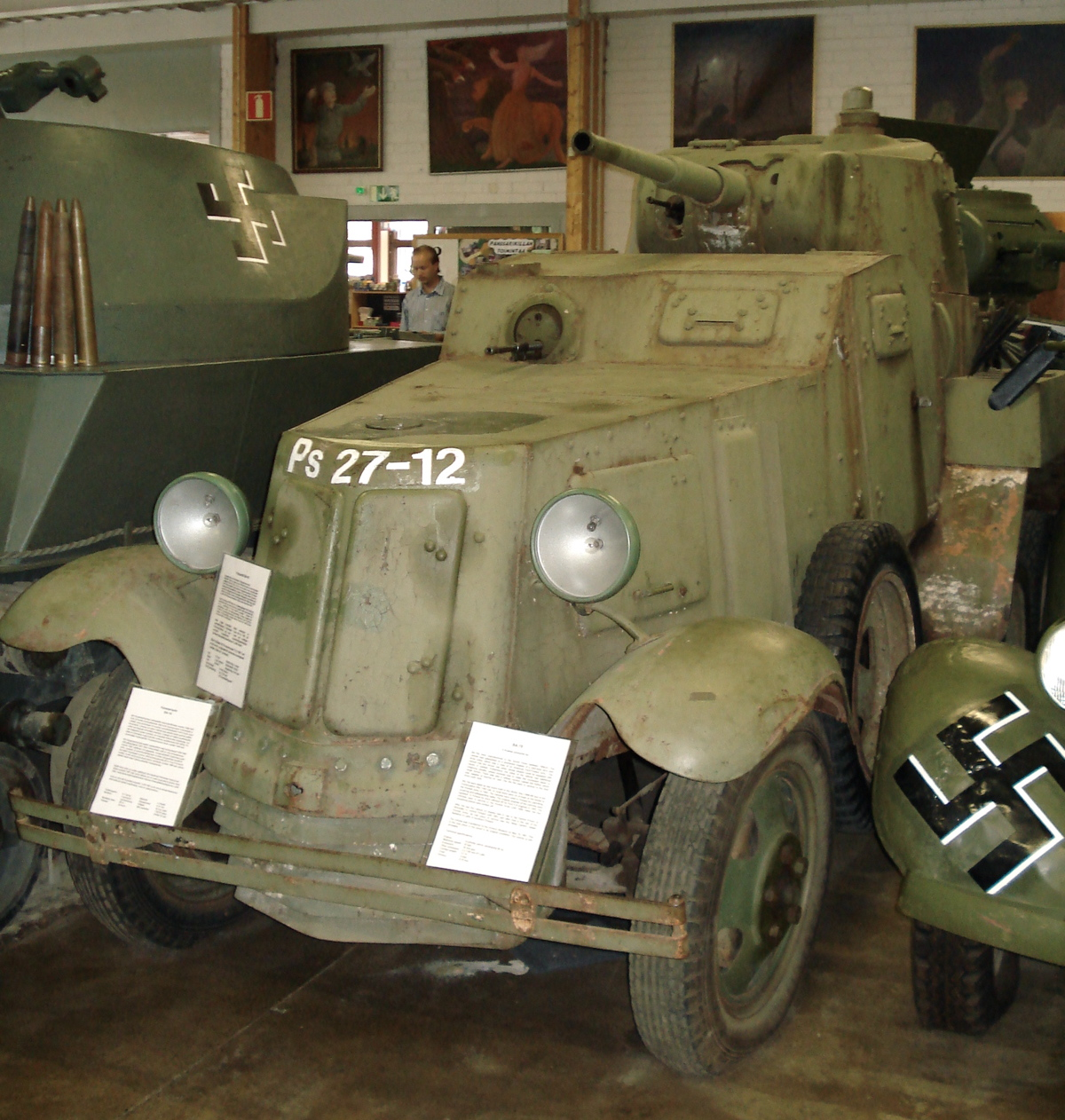
Automitrailleuse russe Ba10M des années 1930.
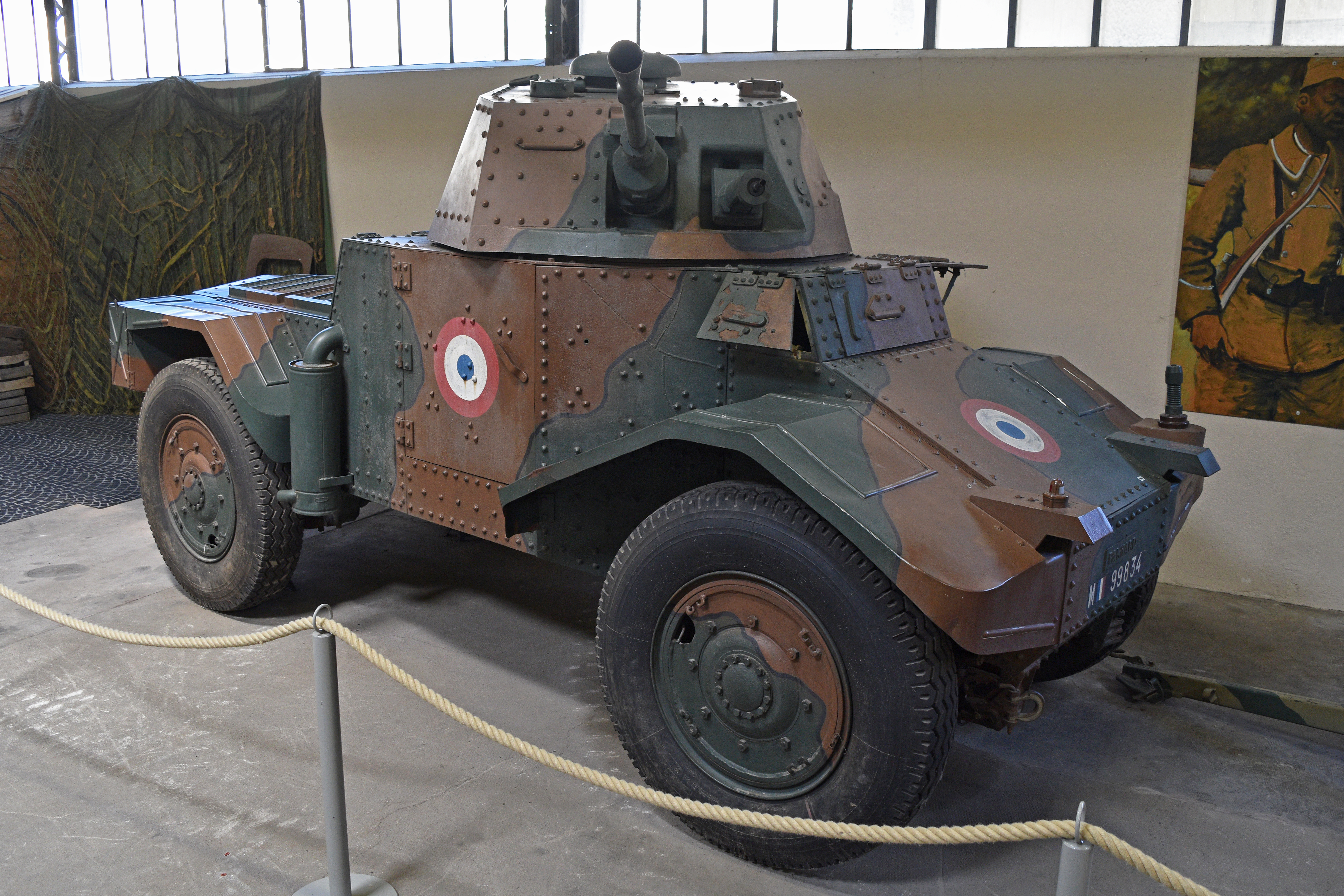
Panhard AMD 178.
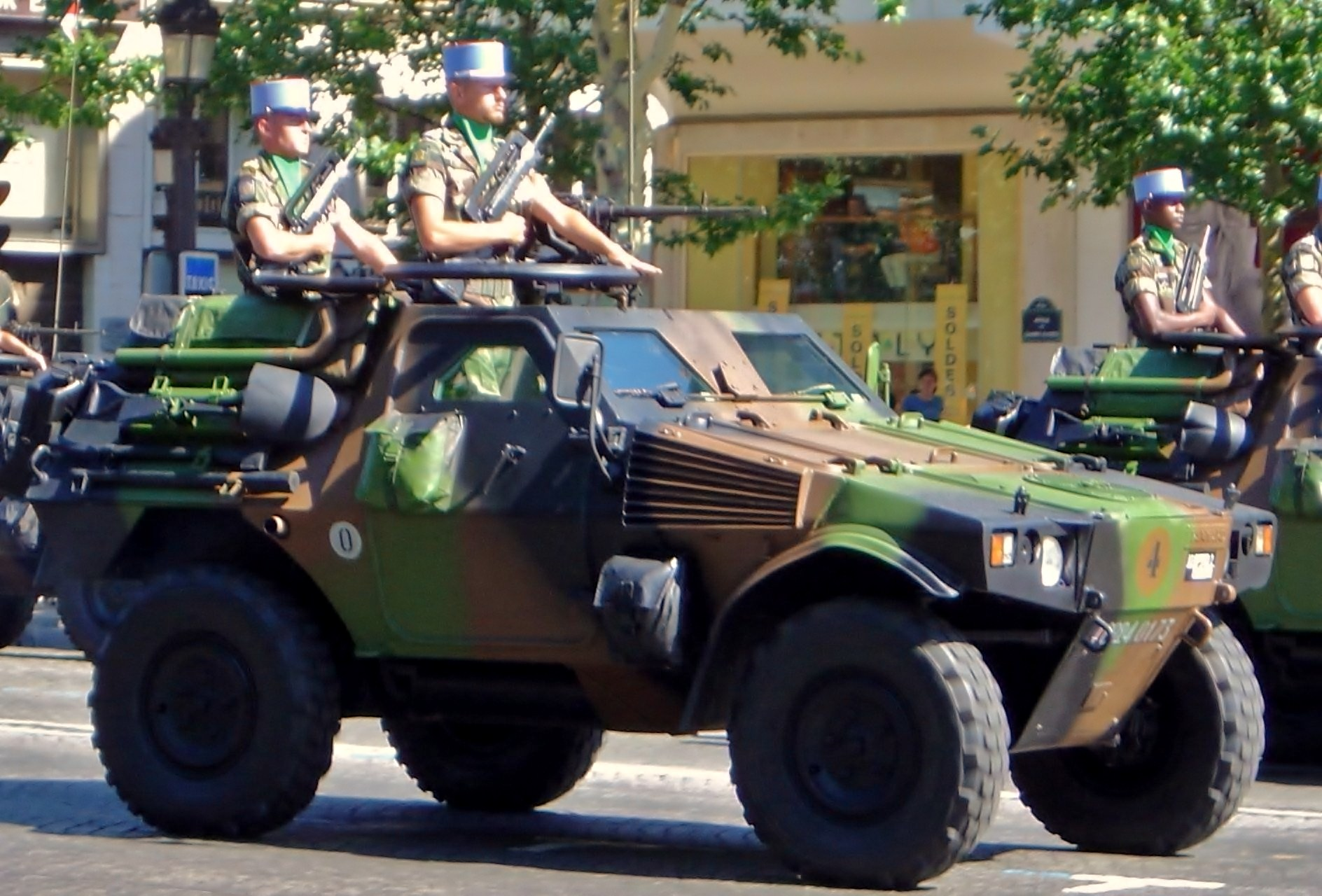
Un véhicule blindé léger français contemporain.